# Remo Gasparini
Remo Gasparini es un exvoleibolista italiano.